# Dobričevo
Dobričevo (cyr. Добричево) – wieś w Serbii, w Wojwodinie, w okręgu południowobanackim, w gminie Bela Crkva. W 2011 roku liczyła 199 mieszkańców.